# Kvarsebosjön
Kvarsebosjön är en sjö i Tranemo kommun i Västergötland och ingår i Ätrans huvudavrinningsområde. Sjön har en area på 0,216 kvadratkilometer och ligger 212 meter över havet.

## Delavrinningsområde
Kvarsebosjön ingår i det delavrinningsområde (637057-136164) som SMHI kallar för Utloppet av Marjebosjön. Medelhöjden är 234 meter över havet och ytan är 15,33 kvadratkilometer. Det finns ett avrinningsområde uppströms, och räknas det in blir den ackumulerade arean 23 kvadratkilometer. Musån som avvattnar avrinningsområdet har biflödesordning 3, vilket innebär att vattnet flödar genom totalt 3 vattendrag innan det når havet efter 140 kilometer. Avrinningsområdet består  mestadels av skog (80 procent). Avrinningsområdet har 1,34 kvadratkilometer vattenytor vilket ger det en sjöprocent på 8,7 procent.